# Koen Burssens
Koen Burssens (5 maart 1978) is een Vlaamse televisiemaker en scenarioschrijver.
Na zijn studies televisieregie aan het RITCS speelde hij Thomas Desmyter in het eerste seizoen van de televisiesoap Spring. In 2002 speelde hij ook een gastrol in de jongerensitcom W817 als Jeroen (2 afleveringen) om zich nadien volledig toe te leggen op scenarioschrijven.

## Kinderprogramma's
Tussen 2002 en 2009 schreef hij hoofdzakelijk voor Ketnet en Studio 100 afleveringen voor kinderprogramma’s als Smos (Ketnet), Mega Mindy, Kaatje van Ketnet, Kaatje Tralalaatjes, Dobus en Booh. Burssens schreef ook het scenario voor vier films van Kabouter Plop: Plop in de stad, Plop en het Vioolavontuur, Plop wordt Kabouterkoning en Plop en de kabouterbaby.
Bij productiehuis Sylvester Productions maakte Burssens in 2004 samen met regisseur Bert Ceulemans de kortfilm De Zeepkistenrace, die de eerste prijs van de kinderjury won op het Chicago International Children's Film Festival (CICFF). Het jaar daarop creëerde hij met hetzelfde team de kortfilm Over De Lijn.
Sinds 2017 schrijft Burssens bij productiehuis Hotel Hungaria mee aan de programma’s rond het komische Ketnet-personage Olly Wannabe, samen met Geerard Van de Walle. Hij ontwikkelde mee de spin-offs Olly Wannabe’s Comedy Club en In bed met Olly.

## Comedy
Vanaf 2009 legde Burssens zich meer en meer toe op het schrijven van comedy-programma’s. Hij werkte als scenarist en regisseur mee aan drie seizoenen Zonde van de Zendtijd. Nadien kwam hij bij Shelter (productiehuis) terecht waar hij vanaf 2009 vaste scenarist werd voor het meermaals bekroonde sketchprogramma Wat als? (VTM, 3 seizoenen). Hij schreef er nadien ook mee aan de sitcom Safety First (VTM) en Helden van het Internet (2Be). Bij TvBastards werkte hij als regisseur en eindredacteur aan VTM Telefoneert en het verborgen camera programma Vlaamse Streken.
Burssens was ook 10 jaar lang improvisator en lesgever bij de Belgische Improvisatie Liga.